# Arc de Gratien, Valentinien et Théodose
Ne doit pas être confondu avec Arc d'Arcadius, Honorius et Théodose.
L'arc de Gratien, Valentinien et Théodose (en latin : Arcus Gratiani, Valentiniani et Theodosii) est un arc de triomphe romain construit à Rome à la fin du IVe siècle.

## Localisation
L'arc se tient sur la rive gauche du Tibre, sur la partie méridionale du Pont Ælius qu'il enjambe, près du site occupé plus tard par l'église San Celso.

## Histoire
L'arc est construit entre 379 et 383 ap. J.-C. par les trois empereurs Gratien, Valentinien II et Théodose Ier sur leurs propres finances (pecunia sua). Il est mentionné dans l'Itinéraire d'Einsiedeln, dans les Mirabilia et dans les Ordo Benedicti. L'arc est détruit avant le XIVe siècle et le pontificat d'Urbain V, époque à laquelle il est décrit comme effondré. Quelques vestiges demeurent visibles jusqu'au XVIe siècle.

## Description
L'arc a pu servir d'entrée monumentale au pont Aelius. Il est disposé de telle façon qu'il marque l'extrémité du Porticus Maximae  qui traverse tout le Champ de Mars jusqu'à la zone du circus Flaminius (arcum ad concludendum opus omne porticuum maximarum aeterni),.